# Concepción Pápalo
Concepción Pápalo là một đô thị thuộc bang Oaxaca, México. Năm 2005, dân số của đô thị này là 2920 người.